# Donatella (Lied)
Donatella ist ein Popsong der von Lady Gaga und Anton Zaslavski geschrieben und am 8. November 2013 auf Lady Gagas Album Artpop veröffentlicht wurde. Seit 2014 ist der Song im BMI Repertoire. Der Song gilt Donatella Versace.

## Inhalt
In einem Interview vom 23. August 2013 mit Justjared.com sagte Gaga, dass der Song ein „unglaublich verrückter und lustiger Popsong sei [...]“ („Donatella' is an incredible crazy fun pop song [...]“) Der Song handele über „eine furchtlose Frau, der egal ist, was Leute über sie erzählen [...]“ („It’s about being a fearless female and not caring what people say about you [...])“, fuhr sie fort.

“Maybe she’s a bitch, maybe she’s too skinny, maybe she’s too rich, maybe she’s too out there. Or, maybe she’s brilliant, maybe she’s intelligent, maybe she’s strong, maybe she’s everything, maybe she’s Donatella.”

„Vielleicht ist sie eine Zicke, vielleicht ist sie zu dünn, vielleicht ist sie zu reich, vielleicht ist sie zu ungewöhnlich. Oder vielleicht ist sie brillant, vielleicht ist sie schlau, vielleicht ist sie stark, vielleicht ist sie alles, vielleicht ist sie Donatella.“

## Reaktion
Donatella Versace selbst lobte Lady Gaga am 11. November 2013 und vermerkte: „Ich möchte Lady Gaga für ihre Genialität, ihre Kreativität, ihr unglaubliches Talent und ihre fantastische Gehässigkeit danken. Ich fühle mich geehrt und natürlich liebe ich den Song.“